# Aftonio
Aftonio de Antioquía (en griego: Ἀφθόνιος Ἀντιοχεὺς ὁ Σύρος) (fines del siglo IV), retórico griego, fue discípulo de Libanio, maestro de retórica en Atenas y el famoso autor del libro de texto del tercer nivel de enseñanza de la lengua y la literatura griega en Bizancio, al que se llegaba entre los 13 y 15 años. Se hicieron famosos sus catorce Progymnásmata (o Ejercicios de retórica), una compilación de ejercicios que abarcaban los distintos géneros de la composición retórica de discursos. También escribió cuarenta fábulas esópicas.
De los tres escritores de esta obra, Aftonio es el último por su cronología. Esta situación revela su lugar en una tradición de retórica muy homogénea y bien acreditada en la práctica escolar durante una larga etapa educativa, que va desde el magisterio de Teón (s. I) y luego Hermógenes de Tarso (160-230) a los textos de Aftonio. Este escribe a finales del siglo IV o comienzos del siglo V, y fue discípulo de Libanio, el prolífico orador y sofista, amigo del emperador Juliano el Apóstata.
Según nos transmite Focio, él llegó a leer sus Declamationes, hoy perdidas, por lo que solo nos ha llegado este opúsculo de retórica y unas cuantas fábulas de tipo esópico. La Suda dice de él que fue sofista y que compuso sus Progymnásmata para la Retórica de Hermógenes de Tarso. Su obra encaja muy bien en la continuación de las definiciones y análisis literarios de Hermógenes, ya que trata de los mismos tópicos y temas que aquel, en esa misma línea de la preceptiva retórica.
Muchas definiciones coinciden en los textos de todos los tratadistas retóricos, pero Aftonio añade claros ejemplos, tratando de elementos de la composición retórica o literaria, como son las fábulas, las chríai, las sentencias, los lugares comunes, los rasgos del encomio, los del vituperio, etc.